# Петр (Зимонич)
Священномученик Митрополи́т Пе́тр (серб. Митрополит Петар, в миру Йован Зимонич, серб. Јован Зимоњић; 24 июня 1866 — июнь 1941) — епископ Сербской православной церкви, митрополит Дабробосанский.

## Биография
Родился 24 июня 1866 года, наречён Йованом. Он был младшим сыном Мары и герцога Богдана Зимонича, священника и участника Невесинского восстания в 1875 году. Йован Зимонич получил первое образование в доме отца. В 1883 году поступил в духовную семинарию в Релеве, которую окончил в 1887 году. Продолжил образование на богословском факультете Черновицкого университета (ныне Украина), единственной такой высшей школе в тогдашней Австро-Венгерской империи. Он окончил университет в 1892 году, а затем провёл один год в Венском университете. В 1893 году он был назначен суплентом, a в 1895 году — профессором в Богословском училище в Релеве, где он оставался до конца школы 1900/01 учебного года.
6 сентября 1895 года в монастыре Житомислич был пострижен в монашество с именем Петр. 6 сентября митрополитом Захумско-Герцеговинским Серафимом (Перовичем) он был рукоположён во иеродиакона, в 7 сентября — в иеромонаха. Он был назначен синкеллом в 1898 году, а затем в 1899 году митрополит Дабробосанский Николай (Мандич) возвёл его в сан протосинкелла. В 1903 году возведён в сан архимандрита. С 1899 до октября 1900 года был временным управляющим богословским классом в Релеве. 20 июля 1901 года был назначен консисторским советником Дабробосанской митрополии.
Патриарх Константинопольский Иоаким III и Священный синод Константинопольской православной церкви, к юрисдикции которой относилась в то время Босния и Герцеговина, накануне храмового праздника дня Святого Георгия в 1903 году в патриаршей церкви Святого Георгия избрали Петра (Зимонича) епископом Герцеговинским из числа трёх кандидатов. После подтверждения избрания венским двором 8 мая консистория Сербской православной митрополии Захумле-Герцеговины 18 мая объявила духовенству, церковно-школьным советам, певческим обществам и мирянам этой епархии, что рукоположение и интронизация нового митрополита состоится 27 мая 1903 года в кафедральном соборе Мостара. Почти вся сербская пресса приветствовала избрание Петра (Зимонича) как счастливое и спасительное для церкви. 27 мая Петр (Зимонич) был возведён на престол Захумско-Герцеговинской епархии. Все трое боснийских митрополитов (митрополит Дабро-Боснийский Николай (Мандич), Зворницко-Тузланский Григорий (Живкович) и Баня-Лукский и Бихачский Евгений (Летица)) приняли участие в его епископской хиротонии. В церемонии приняли участие более 50 священников, 300 посланников Сербской православной церкви и школьных муниципалитетов и более трёх тысяч человек со всей Герцеговины.
Митрополит Петр начал своё епископской служение в епархии в чрезвычайно трудное время для церкви; состояние было беспорядочным и заброшенным. Люди редко ходили в церковь, особенно в городах, детей не крестили, мёртвых хоронили без отпевания. Поскольку Австро-Венгрия оккупировала Боснию и Герцеговину, Церковь вела с ней борьбу за церковно-школьную автономию. Борьба была в определённой степени завершена в 1905 году, после чего наступило успокоение. С тех пор Петр смог посвятить больше времени участию в работе отдельных церковных органов, возведении церквей и открытии новых сербских школ. На заседаниях Великого административного и просветительского совета он энергично занимался сербскими школами и национальными учреждениями. Как настоящий монах, он намеревался открыть монашескую школу.
Он пытался построить в Герцеговине как можно больше церквей. Так, в 1904 году он освятил храмы Святого Архангела Михаила в Бальцах близ Билеча; Святых Апостолов Петра и Павла в Лукавице близ Невесинье; Святого Георгия в Брвенике (Бравеник) на Зупцах. В 1906 году освящена церковь Иоакима и Анны во Врполе на Любомире. В 1907 году освящены: церковь Василия Острожского в Улоге на Згоневе, церковь Вознесения Господня в Люти-Доле в Дабре. В 1908 году освящены: Преображенский собор в Требине; церковь Петра и Павла в Згоневе возле Требина и церковь Святого Василия Острожского в Автоваце близ Гацко. В 1910 году освящены: церковь Святых Константина и Елены в Придворцах близ Требина и Святого князя Лазаря Косовского во Влаховичах. Митрополит Петр рукоположил четырнадцать новых священников. В его время в Мостаре был построен митрополичий двор.
В то время, когда митрополит Петр руководил Захумско-Герцеговинской епархией, произошло несколько важных событий. Аннексия Боснии и Герцеговины в 1908 году разрушила все надежды на то, что сербская Босния и Герцеговина вскоре сможет освободиться от иностранного правления. Затем последовали Балканские войны. Первая мировая война началась с арестов, убийств и преследований православных священников. Во время войны четверо священников были убиты или повешены на территории Захумско-Герцеговинской епархии, а ещё несколько других священников погибли в лагерях или по возвращении домой.
В боснийском парламенте в 1912 году митрополит Петр первым подписал известную Декларацию сербских депутатов от 2 сентября 1912 года по случаю конфликта между Австро-Венгерской империей и Королевством Сербия из-за выхода Сербии в Адриатическое море. После убийства в Сараеве в 1914 году, накануне объявления войны Сербии могущественной Австро-Венгерской империей, когда для сербов в Боснии и Герцеговине наступили тяжёлые дни, митрополит Петр осмелился произнести проповедь в Мостарском соборе и раскритиковать государственные власти, протестуя против преследования сербов. Он потребовал от присутствовавшего там генерала, чтобы правительство прекратило преследование и защитило сербов; в противном случае он обратится к императору за вмешательством или призовет сербский народ к восстанию. По этому поводу он, среди прочего, сказал:

Часть наших сограждан (в смысле хорватов) пошла туманным путем, который не ведёт ни к Богу, ни к Царю, ни к миру. Они подняли руки на нашу собственность, нашу честь и на нашу личную безопасность. Мы не пойдём по этому пути, но мы идём с законом в руке Царя и Господа, чтобы спросить: есть ли для нас защита в этой стране?
Оригинальный текст (серб.)Један дио наших суграђана (мислећи на Хрвате) пошао је магловитим путем који не води ни Богу, ни Цару, ни миру. Они су дигли руке на наша имања, на нашу част и нашу личну сигурност. Ми нећемо слиједити тим путем, али идемо са законом у руци Цару и Господару да питамо: има ли у овој земљи заштите за нас?

Из-за голода во время войны митрополит Петр через своих священников собрал детей и отправил их в Воеводину. Митрополит Петр приветствовал окончание Первой мировой войны в Мостаре. Сразу после освобождения он стал активно участвовать в работе по объединению Сербской православной церкви. На престоле Захумско-Герцеговинских митрополитов он приветствовал объединение и учреждение Сербского патриархата.
Священный архиерейский синод Объединённой Сербской православной церкви избрал Петра (Зимонича) митрополитом Дабро-Босанским с кафедрой в Сараеве. Официально он был назначен на эту должность в соответствии с церковно-правовой практикой того времени указом короля от 7 ноября 1920 года. Согласно решению парламента, он продолжал управлять Захумско-Герцеговинской епархией до избрания её нового епископа. В Сараеве он быстро стал любимцем народа. Он приобрёл репутацию и уважение как среди хорватов, так и среди мусульман. Таким образом, когда он пришёл на возведение на престол нового рейс-ул-улема в Сараеве, собравшиеся мусульмане аплодировали ему стоя. Каждое Рождество он ходил к архиепископу Шаричу, чтобы поздравить его с великим христианским праздником.
При нём в Дабро-Босанской митрополии были возведены и освящены храмы в Какани, Брезе, Мокро близ Пале, Хаджичи, Турбет и Киселяке, церковные колокола в Рудо, в новопостроенной церкви в Брезе, церковная башня в Бугойно, колокола и часовня в Осойнице недалеко от Зеницы. Перед войной в Новом Сараеве была построена церковь Преображения Господня, которую 8 сентября 1940 года освятил патриарх Сербский Гавриил в сослужении митрополита Петра, епископа Жичского Николая и других сербских архиереев. По данным 1935 года, в епархии насчитывалось 81 церковь и часовня. Только в 1935 году были построены 3 церкви и 2 часовни, отремонтированы 9 часовен и 4 церкви. Изготовлен новый иконостас, уделено внимание школам и катехизации.
Митрополит Петр часто посещал уроки вероучения в начальных и средних школах. Ему удалось вернуть здание семинарии в Релеве с землёй в собственность Сербской православной церкви. Он готовился построить семинарию на территории Старой церкви в Сараеве на Башчаршии, чтобы превратить семинарию в Релеве в монастырскую школу, но Вторая мировая война помешала ему в этом. Попытки создать школу церковного пения так же не увенчались успехом.
После начала Второй мировой войны митрополиту Петру было рекомендовано покинуть Боснию и переехать в Сербию или Черногорию. Он ответил: «Я пастырь народа, а это значит, что я обязан остаться здесь и делиться злом с этими людьми, как я обычно делился с ними; таким образом, я должен разделить судьбу моего народа и оставаться там, где я должен быть». Он последовательно защищал православную веру перед гестапо Германии, настаивая на продолжении использования сербского кириллического алфавита вместо перехода на латинский алфавит. Римско-католический священник Божидар Брало, сторонник хорватских усташей, отвечавший за Боснию и Герцеговину, сыграл решающую роль в этой жёсткой политике запрещения использования кириллицы, включая арест митрополита Петра.
Митрополит Петр был арестован 12 мая 1941 года. Сначала он был заключён в тюрьму «Беледия», а затем три дня спустя его перевезли в тюрьму «Керестинац» близ Самобора, где ему был присвоен номер 29781. Там его побрили, сняли мантию, с ним жестоко обращались и пытали, по свидетельству очевидцев. Он находился в Керестинце до 15 июня, когда лагерь был расформирован, и в тот же день митрополит и группа заключённых были доставлены в полицию Загреба. Ночью его привезли из Загреба в печально известный усташский лагерь Госпич. Там его пытали и жестоко обращались: под дождём и ливнем его вывели во двор лагеря, избили прикладами автоматов и заставили «проповедовать, как он проповедовал сербам в Сараеве». По приказу усташей он должен был проповедовать заключённым сербам, носить на спине брёвна и убирать двор.
В Госпиче след митрополита Петра потерялся. 7 июля 1941 года епископ Зворницко-Тузлаинский Нектарий (Круль) сообщил патриарху Гаврилу, временно задержанному немцами в монастыре Раковица, об аресте митрополита Петра (Зимонича). После ареста митрополита Петра, лишившего его возможности выполнять свой иерархический долг, Архиерейский синод на заседании с 26 июня по 9 июля 1941 года умолял епископа Зворницко-Тузланского Нектария позаботиться о Дабро-Боснийской епархии, в случае необходимости, заменить правящего архиепископа во всех делах. Сербская церковь всячески пыталась узнать что-нибудь о митрополите Зимониче и, если он ещё жив, освободить его из тюрьмы, но безуспешно.
Существует несколько версий смерти митрополита Петра. По одной из этих версий, он был доставлен из Госпича в Копривницу, а затем переведён в загребскую больницу в Стеневаце. По второй версии, его увезли из лагеря в Госпиче в лагерь Ядовно на Велебите, где он был убит ударом молотка по голове и брошен в пропасть, скорее всего, в Карповую яму. Согласно третьей версии, основанной на показаниях Йовы Фуртулы и Йовы Любуры, данных Комиссии по сбору данных о страданиях сербов во Второй мировой войне, митрополит Петр был убит в лагере Ясеновац после пыток и брошен в печь для обжига кирпича. Даже сегодня точное место, где находится могила митрополита Петра (Зимонича), не известно, как и точная дата его смерти.

## Канонизация
В 1998 году Архиерейский собор Сербской Православной Церкви прославил митрополита Петра в лике священномучеников.
27 декабря 2000 года определением Священного Синода РПЦ имя священномученика внесено в месяцеслов РПЦ.
В настоящее время в честь священномученика Петра освящено несколько храмов.